# Botschaft der Vereinigten Staaten in Tel Aviv

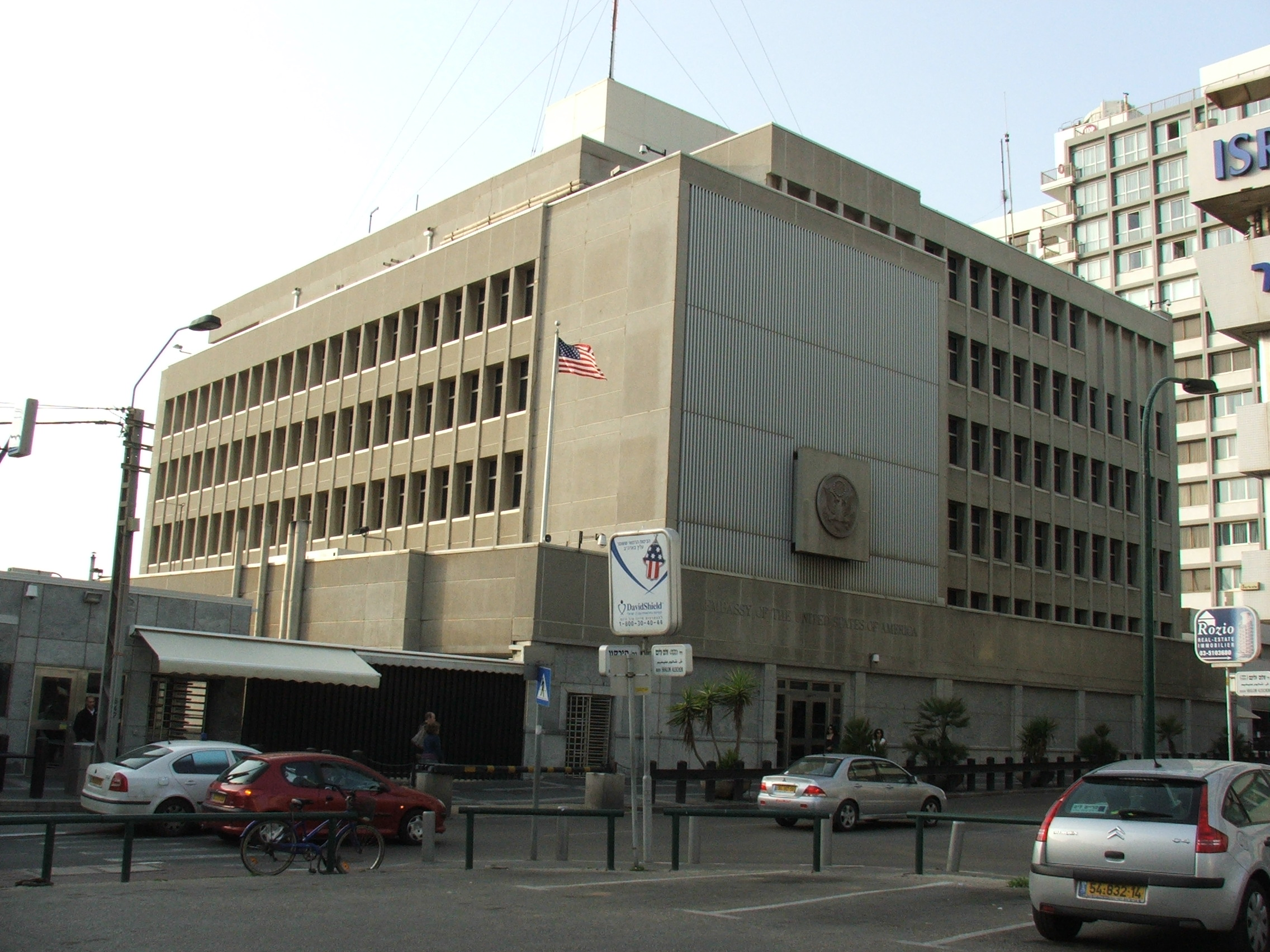
Das Botschaftsgebäude (2008)

Die Botschaft der Vereinigten Staaten in Tel Aviv war bis Mai 2018 die diplomatische Vertretung der USA in Israel. Der Botschaftskomplex wurde 1966 eröffnet und befindet sich in der HaYarkon Street in Tel Aviv-Jaffa. Ein Generalkonsulat befindet sich in Jerusalem. Die Residenz des Botschafters liegt trotz der Verlegung der Botschaft nach Jerusalem derzeit weiterhin in Herzlia Pituach bei Tel Aviv, wurde aber 2020 an Sheldon Adelson verkauft.

## Geschichte
Die Vereinigten Staaten waren das erste Land, das den neu gegründeten Staat Israel am 14. Mai 1948 de facto anerkannte. Die De-Jure-Anerkennung erfolgte am 31. Januar 1949. Kurz darauf wurde die amerikanische Botschaft in Tel Aviv eröffnet. James Grover McDonald nahm als erster Botschafter der Vereinigten Staaten in Israel am 28. März 1949 seine Arbeit auf.

## Debatte um Standort der Botschaft
Der Status von Jerusalem als Hauptstadt Israels ist umstritten und nicht endgültig geklärt. Sowohl Israel als auch die Palästinenser beanspruchen die symbolisch für beide Volksgruppen wichtige Stadt für sich als Hauptstadt.
Ende 1995 beschloss der US-Kongress, die US-Botschaft nach Jerusalem zu verlegen. Dafür wurde der US-Regierung (damals unter Bill Clinton) eine Frist bis zum 31. Mai 1999 eingeräumt. Das Gesetz trat allerdings bis zur neuerlichen Debatte 2017 nicht in Kraft, da es erst durch einen Erlass des Präsidenten in Wirkung gesetzt wird. Der Amtsinhaber kann halbjährlich über eine Aufschiebung um sechs Monate verfügen. Von diesem Recht haben bisher alle Präsidenten Gebrauch gemacht.
Der 45. US-Präsident Donald Trump hatte in seinem Wahlkampf 2016 angekündigt, die Botschaft der Vereinigten Staaten von Tel Aviv nach Jerusalem zu verlegen. Trump informierte Palästinenserpräsident Mahmud Abbas im Dezember 2017 über seine Absicht, am 6. Dezember bestätigte er offiziell die Anerkennung Jerusalems als Hauptstadt Israels und veranlasste die Botschaft dorthin zu verlegen.
Die palästinensische Führung warnte vor schwerwiegenden Auswirkungen dieser Entscheidung auf den Friedensprozess sowie die Sicherheit und Stabilität in der Region und der Welt. Abbas bekräftigte, es werde keinen Palästinenserstaat ohne Ost-Jerusalem als Hauptstadt geben. Vor allem die arabischen und islamisch geprägten Staaten waren von der Ankündigung empört: Staatschef Recep Tayyip Erdogan sprach von einer „roten Linie der Muslime“ und drohte die Beziehungen zwischen der Türkei und Israel abzubrechen. Der König des wichtigen US-Verbündeten Saudi-Arabien Salman warnte, die Verlegung würde Muslime in der ganzen Welt provozieren und sie in Wut versetzen.
Die internationale Staatengemeinschaft reagierte negativ auf Trumps Ankündigung. Die Vereinten Nationen, die Europäische Union und auch die deutsche Bundesregierung sprachen sich klar gegen eine Verlegung der US-Botschaft aus. Die Eröffnung der US-Botschaft in Jerusalem erfolgte am 14. Mai 2018.